# Baker (eiland)
Baker is een onbewoond atol in de noordelijke Stille Oceaan, ongeveer halverwege Hawaï en Australië. Het behoort tot de Verenigde Staten van Amerika. De lokale tijdzone is UTC−12.
De VS heeft het eiland opgeëist in 1857. De guano werd gedurende de tweede helft van de 19e eeuw gewonnen uit de grotten op het eiland door zowel de VS als door het Verenigd Koninkrijk. In 1935 is getracht een kolonie op het eiland te vestigen, doch deze was een kort leven beschoren. Net als het nabijgelegen eiland Howland werd het eiland ontruimd voor de Tweede Wereldoorlog. Momenteel is het eiland een natuurreservaat dat wordt beheerd door het United States Department of the Interior (Binnenlandse Zaken). Een baken (scheep- en luchtvaart) staat aan de westelijke zijde van het eiland nabij de kust.